# 文元模
文元模（1890年—1946年10月8日）字範邨、範臣，貴州省貴陽府人，中華民国物理学家、政治家。南京国民政府（汪精卫政权）官员。

## 生平
文元模早年留学日本，入東京帝国大学。获得理学士学位后赴德国，入柏林大学继续学业。
归国後，历任国立北京医科大学数学講師、東方文化事业委員会委員、国立中央大学理学院物理系副教授、国立北平師範大学物理学系主任兼教授、国立北京大学物理学系教授。抗日战争爆发後，文元模留在華北，历任北京大学理学院院長兼物理学系主任教授、中央气象台台長、東亚文化協議会理工学部部長、中華教育总会委員。
1943年（民国32年）2月，文元模出任華北政務委員会教育总署署長。同年5月辞任。1945年（民国34年）2月，升任华北政务委員会常務委員兼教育总署督办。3月，任汪精卫政权的新国民運動促進委員会委員。
日本投降、汪精卫政权倒台后的1945年12月5日，文元模以漢奸罪被蒋介石的国民政府在北平逮捕。不久，因患有脑溢血，文元模被暂时释放。
1946年（民国35年）10月8日，文元模逝世。享年57岁。